# Лайр Британський
Лайр Британський (валл. Leir), відповідно до псевдоісторичного твору «Історія королів Британії» XII століття Джефрі Монмутського, одинадцятий Міфічний король Британії, син короля Бладуда. Згідно з генеалогією британської династії, написаною Джеффрі, Лайр правив приблизно у VIII столітті до нашої ери, приблизно у часи заснування Риму. Історію було змінено та переказано Вільямом Шекспіром у його трагедії часів Якова II «Король Лір».

## Легенда

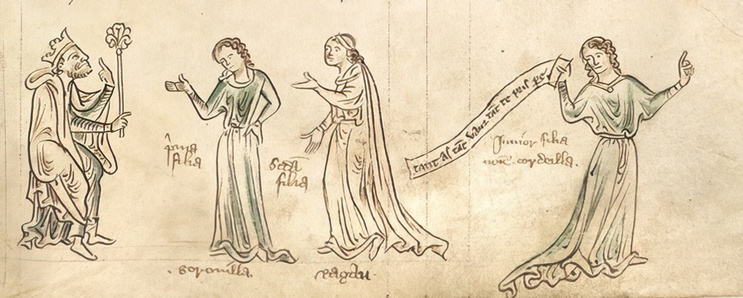
«Король Лайр та його доньки», ілюстрація на полях у «Великій хроніці», бл. 1250 р.

### Правління
Історію Лайра вперше було описано в «Історія королів Британії» Джеффрі Монмутським. У ній Лайр є частиною династії Брута Британського та успадкував трон після того, як його батько Бладуд помер під час спроби літати зі штучними крилами. Датування неточне, але Джеффрі зробив Бладуда сучасником біблійного пророка Іллі. Лайру було дано найдовше правління серед королів Джеффрі, яке тривало 60 років. Джеффрі стверджував, що він був однойменним засновником Лестера в Англії.

### Зречення
Стверджується, що Лайр був кінцем чоловічої лінії Брута I Троянського, народивши трьох дочок: Гонерилью, Регану та Корделію. Наближаючись до смерті, він розділив своє королівство між ними. Гонерилья та Регана підлещувалися своєму батькові та, за порадою вельмож Лайра, були видані заміж за герцогів Олбані та Корнуола відповідно. Корделія, незважаючи на те, що була улюбленицею батька, відмовилася йому підлещуватися, вважаючи, що їй не потрібно робити особливих запевнень у своєму коханні, і не отримала жодної землі для правління. Король франків Аганіпп залицявся до Корделії та одружився з нею, незважаючи на відмову Лайра виплатити посаг. Згодом Лайр віддав Гонерильї та Регані половину свого королівства, плануючи заповісти їм решту після своєї смерті; натомість його зяті повстали та захопили все королівство. Герцог Маглавр Олбанський, чоловік Гонерільї, утримував Лайра з дружиною з 60 лицарів, але його дружина скоротила їх вдвічі через два роки. Відтоді Лайр втік до Регани, яка скоротила його дружину до п'яти чоловіків. Повернувшись до Олбані та благаючи Гонерілью, Лайр залишився з одним лицарем для захисту.

### Відновлення
Лайр, побоючись своїх старших дочок, втік до Франції. Він послав гінця Корделії, коли той був біля її двору в Шарите. Вона викупала його, одягла по-королівськи та призначила належно великий загін васалів. Потім його офіційно прийняв король та зробив регентом Франції, а франкська знать поклялася повернути йому колишню славу. Лайр, Корделія та її чоловік вторглися до Британії та скинули інших його дочок та зятів. Лайр правив три роки, після чого помер. Корделія стала його наступницею та поховала його в підземному святилищі бога Януса під річкою Соар поблизу Лестера – нібито там, де зараз знаходиться єврейська стіна міста. Неподалік на його честь влаштовували щорічне свято.

## В культурі

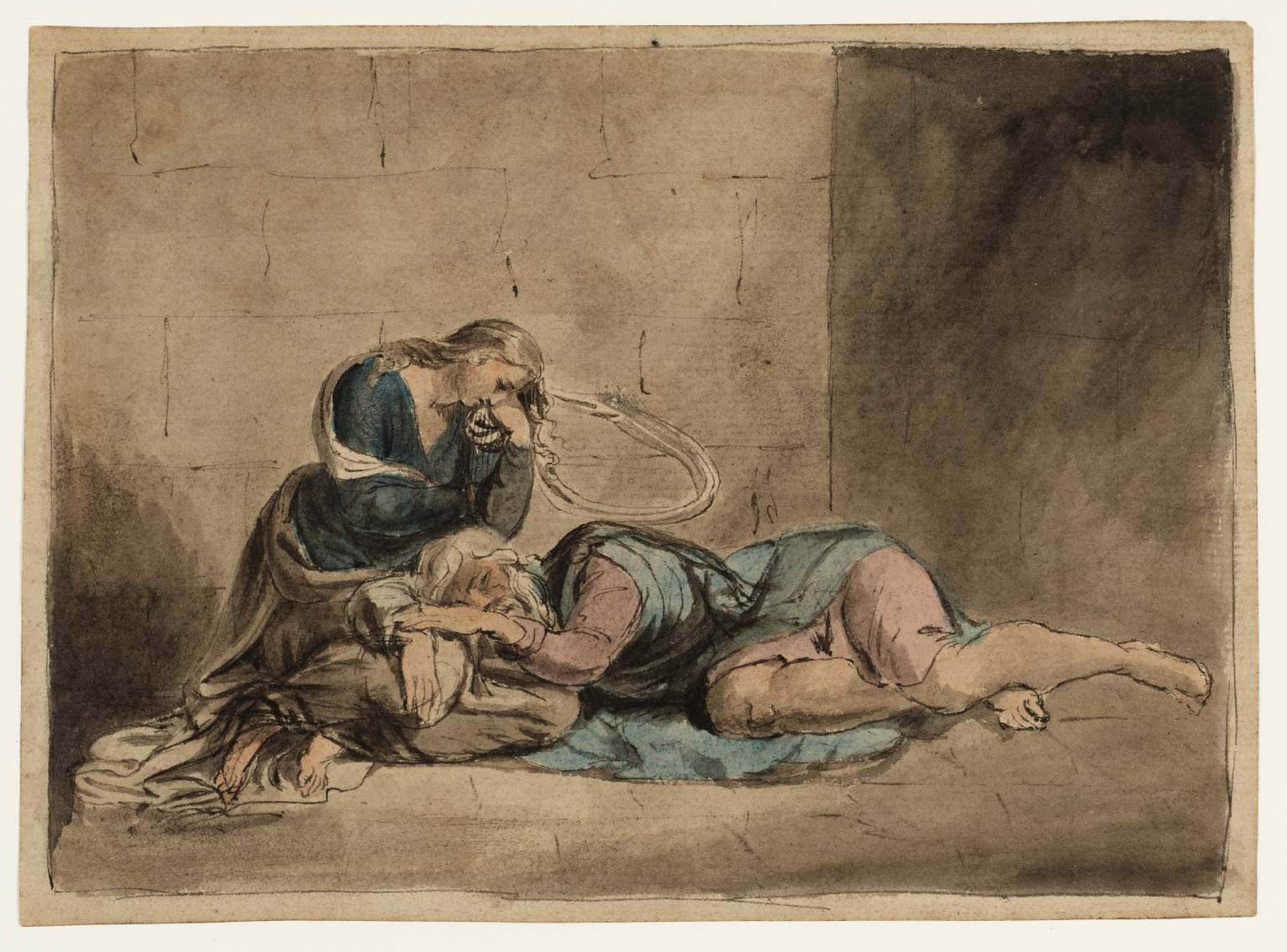
«Лір і Корделія у в'язниці», картина Вільяма Блейка, бл. 1779 р.

Життя Лайра було драматизовано на єлизаветинській сцені в анонімній п'єсі «Король Лейр», яка була зафіксована 1594 року та опублікована 1605-го під назвою «Справжня хронічна історія короля Лейра та його трьох дочок, Гонорілл, Раган та Корделли». Цей попередник трагедії Вільяма Шекспіра був комедією, що повторювала історію Джеффрі та щасливо закінчувалася відновленням Лейра до влади. Історія також з'являється у «Дзеркалі для магістратів» Джона Хіггінса, «Королева фей» Едмунда Спенсера та інших творах.